# Palm Beach (pel·lícula)
Palm Beach és una pel·lícula de comèdia dramàtica australiana del 2019 dirigida per Rachel Ward i protagonitzada per Sam Neill i Bryan Brown, el darrer dels quals també va coproduir la pel·lícula. S'ha doblat al català.

## Sinopsi
Un grup d'amics de tota la vida està celebrant una festa de retrobament al suburbi de Sydney de Palm Beach.

## Repartiment
- Frances Berry com a Caitlin[3]
- Bryan Brown com a Frank[3]
- Matilda Brown com a Ella[3]
- Richard E. Grant com a Billy[3]
- Aaron Jeffery com Doug[3]
- Jacqueline McKenzie com a Bridget[3]
- Heather Mitchell com a Eva[3]
- Sam Neill com a Leo[3]
- Greta Scacchi com a Charlotte[3]
- Charlie Vickers com a Dan[3]